# Alada
Az Alada Empresa de Transportes Aéreos egykori légitársaság, amelynek székhelye Luandában, Angolában volt. A légitársaságot 1995-ben alapították, a luandai Quatro de Fevereiro nemzetközi repülőtérről teherszállító és charterjáratokat üzemeltetett. A légijármű-üzemeltetői engedélyüket 2010-ben visszavonták.

## Flotta
2011 júniusában az Alada flottája a következő repülőgépekből állt:
- 1 db Antonov An-12
- 2 db Antonov An-32
- 2 db Ilyushin Il-18

## Fordítás
Ez a szócikk részben vagy egészben  az   Alada című angol Wikipédia-szócikk ezen változatának fordításán alapul.  Az eredeti cikk szerkesztőit annak laptörténete sorolja fel. Ez a jelzés csupán a megfogalmazás eredetét és a szerzői jogokat jelzi, nem szolgál a cikkben szereplő információk forrásmegjelöléseként.